# Сабо (Ленинградская область)
Сабо — деревня в Толмачёвском городском поселении Лужского района Ленинградской области.

## История
Впервые упоминается в писцовых книгах Шелонской пятины 1571 года, как деревня Саба — 2 обжи на озере Красногорском, в Дремяцком погосте Новгородского уезда.
По переписи 1677—1678 годов, за помещиком Леонтием Леденцовым в деревне числилось три крестьянских двора.
На карте Санкт-Петербургской губернии Ф. Ф. Шуберта 1834 года обозначена деревня Саба и при ней водяная мельница на ручье.

САБО — деревня принадлежит дворянину Вишнякову, число жителей по ревизии: 9 м. п., 11 ж. п.; Кожевенный завод. (1838 год)

Как деревня Саба она отмечена на карте профессора С. С. Куторги 1852 года.

СОБА — деревня госпожи Воробьёвой, по просёлочной дороге, число дворов — 2, число душ — 3 м. п. (1856 год)

САБА — усадьба владельческая при озере Красногорском, число дворов — 1, число жителей: 2 м. п., 5 ж. п. (1862 год)

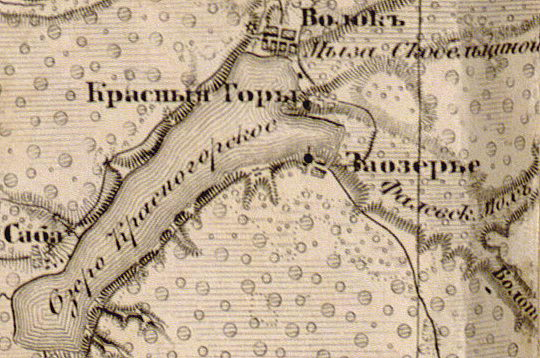
Деревня Сабо на карте 1863 года

Согласно карте из «Исторического атласа Санкт-Петербургской Губернии» 1863 года деревня называлась Саба.
Согласно материалам по статистике народного хозяйства Лужского уезда 1891 года, имение при селении Саба площадью 186 десятин принадлежало мещанину П. А. Комарову, имение было приобретено до 1868 года.
В XIX — начале XX века деревня административно относилась к Красногорской волости 2-го земского участка 1-го стана Лужского уезда Санкт-Петербургской губернии.
В 1900 году, 137 десятин в деревне Саба принадлежали мещанину Петру Александровичу Комарову.
По данным «Памятной книжки Санкт-Петербургской губернии» за 1905 год 137 десятин земли в деревне Саба также принадлежали мещанину Петру Александровичу Комарову, и ещё 200 десятин — лейтенанту флота Александру Александровичу фон Транзе. Участник Цусимского сражения А. А. фон Транзе владел имением при деревне.

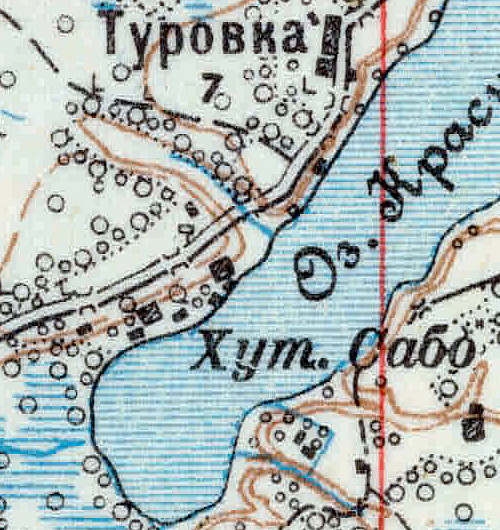
План деревни (хуторов) Сабо. 1926 год

По данным 1966 и 1973 годов деревня Сабо также входила в состав Красногорского сельсовета.
По данным 1990 года деревня Сабо входила в состав Толмачёвского сельсовета.
В 1997 году в деревне Сабо Толмачёвской волости проживал 1 человек, в 2002 году — 10 человек (русские — 80 %).
В 2007 году в деревне Сабо Толмачёвского ГП, вновь 1 человек.

## География
Деревня расположена в северной части района на автодороге 41А-186 (Толмачёво — автодорога «Нарва»).
Расстояние до административного центра поселения — 32 км.
Расстояние до ближайшей железнодорожной станции Толмачёво — 27 км.
Деревня находится на северном берегу Красногорского озера.

## Демография
| 1838 | 1862 | 1997 | 2007 | 2010 | 2017 |
| ---- | ---- | ---- | ---- | ---- | ---- |
| 20   | ↘7   | ↘1   | →1   | ↘0   | →0   |

## Достопримечательности
Деревня Сабо входила в приход Красногорской церкви. В 1840-х годах в деревне была возведена часовня. Она находилась к юго-западу от деревни у ручья, с левой стороны бывшей дороги на Осьмино. Близ часовни лежал камень-следовик, с выемкой в виде отпечатка ноги человека. Часовня стояла у кромки леса с подходом к ней по широкому полю.
Со слов старожилов известен местный обычай печь на праздник Флора и Лавра (31 августа) овсяный пирог и готовить небольшой сноп овса. В этот день на лошадях подъезжали к часовне и ставили в ней сноп, овсяный пирог скармливали лошадям, священник служил молебен и кропил водой лошадей. Часовня была разобрана в начале 1940-х годов.

## Известные жители
В деревне расположен загородный дом рок-музыканта Константина Кинчева, проживающего там с апреля по сентябрь.

## Улицы
Горный переулок, Дачная, Липовая, Малая, Озёрная, Полевая.